# Клюман
Клюма́н (фр. Clumanc, окс. Clumanc) — коммуна во Франции, находится в регионе Прованс — Альпы — Лазурный Берег. Департамент коммуны — Альпы Верхнего Прованса. Входит в состав кантона Баррем. Округ коммуны — Динь-ле-Бен.
Код INSEE коммуны — 04059.

## Население
Население коммуны на 2008 год составляло 169 человек.
| 1962 | 1968 | 1975 | 1982 | 1990 | 1999 | 2008 |
| ---- | ---- | ---- | ---- | ---- | ---- | ---- |
| 199  | 177  | 135  | 137  | 156  | 154  | 169  |

## Экономика
В 2007 году среди 114 человек в трудоспособном возрасте (15—64 лет) 81 были экономически активными, 33 — неактивными (показатель активности — 71,1 %, в 1999 году было 63,9 %). Из 81 активных работали 70 человек (43 мужчины и 27 женщин), безработных было 11 (6 мужчин и 5 женщин). Среди 33 неактивных 10 человек были учениками или студентами, 13 — пенсионерами, 10 были неактивными по другим причинам.

## Достопримечательности
- Замок Перьер (XVI век)
- Замок Сессе
- Приходская церковь Нотр-Дам, исторический памятник
- Церковь Сент-Онора (XI век)